# 2000 în informatică
- 1999 în informatică — 2000 în informatică — 2001 în informatică

2000 în informatică a însemnat o serie de evenimente noi notabile:

## Premiul Turing
- Andrew Yao